# Filsø
Filsø eller Fiilsø er en ca. 915 ha stor sø i Sydvestjylland, sydøst for Henne Strand og syd for Henne Kirkeby, i den tidligere Blåbjerg Kommune, nu Varde Kommune. Søen er delt i to hovedsøer: Mellemsøen i midten og Søndersøen mod syd. I Mellemsøen findes holmene Storeholm, Gåseholm, Povlspold og Brasenholm. I Søndersøen Hjorteholm, Aagesholm, Traneholm og Lille Traneholm. Til søen regnes dog sommetider også den 70 ha store Fidde Sø mod nordøst, der tidligere var en del af søen og indtil 2012 bar søens navn.

## Historie
Filsø var tidligere åben mod Vesterhavet, men landhævninger og klitdannelser lukkede forbindelsen til havet, hvorefter søen blev fersk (sml. Wriakhörn-sø på Amrum). Efter adskillelsen fra havet var Filsøen i en periode Danmarks næststørste sø. I første halvdel af 1800-tallet var den på over 30 km², og omfattede området ved Grærup Langsø, Søvigsund helt ind øst for Vrøgum og den nu også afvandede Rolfsø, der lå vest for Outrup. I 1852 begyndte ejerne at sænke vandstanden, ved at fjerne stemmeværket ved møllen ved Henne Mølleå så vandstanden begyndte at falde fra oprindeligt 7 m.o.h. Omkring 1900 var søen kun 6 km². Sidste afvanding fandt sted i 1940’erne, og nu er mere end 1350 ha af den tidligere Filsø opdyrket.
Der blev i 1958 fredet 858 ha af områderne fra den sidste rest af søen ud mod havet; 250 ha omkring Grærup Langsø blev fredet i 1965,og 32 ha ved Vrøgum Kær blev fredet i 1987.
Et areal på 4.248 ha. blev i 1977 udpeget til Ramsarområde, et internationalt beskyttet vådområde (naturreservat). Ramsarområde nr. 1 ligger mellem Varde-Nørre Nebel Jernbane (Vestbanen) og Vesterhavet).
Mange af maleren Johannes Larsens motiver og fuglebilleder er fra Filsøområdet.

## Renatureringsarbejder
Den 23. august 2010 offentliggjorde Aage V. Jensens Fonde at de havde indgået aftale med lodsejerne om at købe området for at retablere søen. I foråret 2012 påbegyndte man de store renatureringsarbejder, der efterhånden vil føre til en genskabelse af søen.
- Diget langs landkanalen blev udjævnet
- Landkanalen blev fyldt op
- Tørlægningspumpningen blev standset
- Afvandingsgrøfterne i den gamel søbund blev fyldt op
- Man anlagde en række rævesikre redepladser på kunstige øer

Da det var på plads i 2013, lod man søens sydlige del, Søndersø, fyldes med vand, hvorefter fuglene tog øerne i brug som redepladser. Efter at Søndersø var fyldt i løbet af sommeren, lod man om efteråret vandet passere videre ind i den nye Mellemsø, hvor der også var lavet nye øer til de ynglende fugle.
På den måde blev den nye Filsø 915 ha stor (og dermed en tredjedel af sin oprindelige størrelse) med en vanddybde på 2-3 m i Søndersø og 1-2 m i Mellemsø. Derimod holdes markerne i Pedersholm Inddæmning fortsat tørre, sådan at de kan dyrkes med afgrøder, der er eftertragtede af trækkende fugle.

## Udvikling i søen siden 2012
Da en række botanikere undersøgte vegetationen i sommeren 2014, fandt de – til deres overraskelse – at der var genetableret ikke mindre end 40 arter i de lavvandede søer. Ved en fornyet undersøgelse i 2015 fandt botanikerne yderligere 16 arter, sådan at den botaniske diversitet nu er oppe på 56 arter. I august 2018 døde 80 ton fisk i søen som følge af iltsvind. Iltsvindet skyldes ifølge Ferskvandsbiologisk Laboratorium ved Københavns Universitet en kombination af landbrugets udledning af næringsstoffer, varmt vejr og mindre nedbør, men nedbør i større mængder på én gang.
- Filsø under gendannelse august 2012, set fra sydvest
- set fra vest
- set fra vest